# Паун Ангелов
Паун Ангелов е български революционер, паланечки войвода на Вътрешната македоно-одринска революционна организация.

## Биография
Паун Ангелов е роден през 1884 година в Струмски чифлик. Присъединява се към ВМОРО. През април 1905 година е четник на Никола Георгиев Топчията. През ноември 1905 и февруари 1906 година е четник на Никола Груйчин. В януари 1906 година е четник на Васил Аджаларски. През 1906 година е паланечки войвода заедно с Никола Пенев.
При избухването на Балканската война в 1912 година е доброволец в Македоно-одринското опълчение и служи в партизанската рота на Никола Лефтеров и в 4 рота на 10 прилепска дружина. Носител е на орден „За храброст“ ІV степен.